# Psammophis angolensis
Psammophis angolensis är en ormart som beskrevs av Bocage 1872. Psammophis angolensis ingår i släktet Psammophis och familjen snokar. Inga underarter finns listade i Catalogue of Life.
Denna orm förekommer i centrala och östra Afrika från Etiopien till Angola och i Östafrika över Tanzania och Moçambique till nordöstra Sydafrika. Arten lever i låglandet och i bergstrakter upp till 2000 meter över havet. Psammophis angolensis vistas i torra och fuktiga savanner. Honor lägger ägg.
För beståndet är inga hot kända. Hela populationen anses vara stabil. IUCN listar arten som livskraftig (LC).